# PWS-42
Il PWS-42 era un aereo da caccia ad ala bassa prodotto dall'azienda polacca (PWS) negli anni trenta e rimasto allo stadio di progetto.

## Storia del progetto
Dopo la prima metà degli anni trenta il comando della Polska Lotnictwo Wojskowe, su decisione del generale Ludomił Rayski, iniziò a lavorare alla stesura di una specifica relativa ad un caccia di nuova generazione destinato a sostituire i PZL P.11 allora in servizio. Come modello base fu scelto il PZL.38 Wilk, la cui stesura di progetto fu iniziata nel 1936. In aggiunta, però, venne svolto anche un lavoro sul concetto del caccia leggero PZL.39, dotato di piccole dimensioni, equipaggiato con un motore di minor potenza, più lento, ma dotato di elevata manovrabilità e ottima velocità di salita. L'aereo doveva essere capace di operare da piccoli aeroporti.
Il programma relativo al nuovo caccia leggero venne abbandonato dopo la metà del 1937, principalmente per la decisione della fabbrica PZL-Wytwórni Silników di interrompere i lavori di progettazione del nuovo propulsore PZL G-1620cis Wydra ad esso destinato.
La PZL riprese il concetto del caccia leggero sviluppando il successivo PZL.45 Sokół già nell'agosto 1937, continuandolo ininterrottamente fino allo scoppio della seconda guerra mondiale.
Tuttavia nel 1939, su richiesta del Comando Aviazione (Dowództwa Lotnictwa), vennero sviluppati altri due progetti di caccia leggeri appartenenti a questa categoria, il PWS-42 e l'RWD-25, che avrebbero dovuto compiere le prove comparative con il PZL.45 Sokół, nel 1940.
Il concetto di aereo da caccia leggero venne ripreso dalla Polska Lotnictwo Wojskowe all'inizio del 1939, dopo le dimissioni del generale Ludomił Rayski dalla carica di Comandante dell'aviazione militare, e la sua sostituzione con il generale Józef Zając. Il generale Zając era un sostenitore della dottrina della superiorità aerea, favorevole a disporre di una potente componente di velivoli da caccia, a discapito di quella da bombardamento. Appena assunto il comando, il 23 marzo 1939, il generale Zając emise una specifica relativa al concetto francese di "chimney flights", ovvero un caccia leggero destinato alla difesa degli impianti industriali e degli obiettivi militari posti dietro le proprie linee.
In risposta alla specifica furono presentati tre progetti: il PZL.45 Sokol già in corso di sviluppo, ed i nuovi i PWS-42 e RWD-25. Per motivi di standardizzazione i velivoli dovevano essere tutti dotati dello stesso propulsore radiale francese Gnome-et-Rhône 14M Mars erogante 730 hp al livello del mare. I tre aerei differivano però l'uno dall'altro per le differenti caratteristiche e prestazioni in volo. Il secondo modello doveva possedere una elevata velocità massima, ed era caratterizzato dall'adozione del carrello di atterraggio retrattile. Il primo era destinato a difendere le città e i più grandi impianti industriali del paese, e come tale doveva essere caratterizzato in primo luogo da un'alta velocità di salita iniziale, appena dopo il decollo, e poi da una grande manovrabilità in volo. Il terzo tipo, considerato universale, fu concepito come un tentativo di compromesso tra le caratteristiche di entrambe le macchine precedenti, dotato di facilità di costruzione e buona manovrabilità. Tutti e tre gli aerei dovevano possedere un armamento basato su quattro mitragliatrici PWU Wz.36 del calibro di 7,9 millimetri. In aggiunta venne previsto un basso costo di costruzione e di funzionamento per tutti e tre i tipi di aeromobili in corso di sviluppo. In totale, questo approccio, fu la continuazione e l'estensione delle ipotesi alla base dell'elaborazione, negli anni 1935-1936, del progetto relativo al velivolo da caccia PZL.39.

## Tecnica
Il PWS-42 era un monoplano da caccia ad ala bassa, di costruzione interamente lignea. L'ala trapezoidale dotata di estremità arrotondate, era costruita in legno e ricoperta in compensato e tela, aveva una superficie di 16,00 m² (15,00 m² secondo lo storico Andrzej Morgała). Struttura simile era prevista per l'impennaggio di coda, con i timoni ricoperti da tela. La fusoliera era di costruzione completamente lignea, mentre il rivestimento della fusoliera doveva essere fatto di fogli appositamente modellati di compensato e di lamina di alluminio.
Il carrello di atterraggio era triciclo posteriore retrattile, progettato dalla società Avia SA, con le gambe principali dotate di ammortizzatori idraulici e pneumatici a bassa pressione Dunlop. Il pattino di coda era fisso.
L'aereo era del tipo monoposto, dotato di abitacolo chiuso da una cappottatura, riscaldato, equipaggiato di impianto di erogazione dell'ossigeno e di apparecchiatura radio ricetrasmittente Walter "Irka".
Monomotore, dotato di propulsore radiale a doppia stella Gnome-et-Rhône 14M-7 Mars (secondo altre fonti 14M-05) a 14 cilindri raffreddati ad aria, dotato di compressore, ed erogante la potenza di 730 hp al livello del mare (3 135 giri/minuto) e 660 hp a 3 500 m (con 2 850 giri/minuto). Il propulsore era racchiuso da una capottatura NACA ed azionava un'elica tripala lignea. La velocità massima raggiungibile era pari a 520 km/h (480 km/h secondo lo storico Andrzej Morgała).
L'armamento si basava su quattro mitragliatrici PWU Wz.36 calibro 7,92 mm, una in ogni ala e due nella parte anteriore della fusoliera o due in ogni ala.

## Impiego operativo
Alla fine il nuovo comandante decise di procedere allo sviluppo di tutti e tre tipi di velivoli. Presso la Podlaska Wytwórnia Aircraft (PWS) di Biała Podlaska, si iniziò a lavorare sul progetto del caccia PWS-42 che rispondeva al primo requisito, mentre la PZL di Varsavia portava avanti i lavori sul caccia PZL.45 Sokół che rispondeva al secondo requisito. Alla ditta Doświadczalnym Warsztatom Lotniczym (DWL) venne assegnato il contratto di produzione del terzo velivolo, designato RWD-25. Il lavoro preliminare sul velivolo della PWS iniziò solamente nell'estate del 1939, sotto la guida dell'ingegnere Zygmunt Jablonski, coadiuvato dall'ingegner Casimir Nowicki.
Il progetto elaborato dai due ingegneri venne designato ufficialmente PWS-42. Si trattava di un aereo classico, monoplano ad ala bassa, con carrello di atterraggio triciclo posteriore retrattile dovuto alla società Avia, monoposto ad abitacolo chiuso. La costruzione doveva essere interamente in legno (tipica della PWS), anche se un'opzione alternativa considerava la realizzazione della fusoliera con una struttura di tubi di acciaio saldati. In ogni caso la ricopertura della fusoliera doveva essere fatta di fogli appositamente modellati di compensato e con fogli di alluminio laminato. Una simile soluzione di progetto era già stata usata in precedenza nella realizzazione degli addestratori PWS-33 Wyżeł e PWS-41. I lavori relativi al progetto PWS-42 iniziarono nell'aprile 1939 (secondo altre fonti nel mese di marzo,) e procedettero molto rapidamente in seguito al rapido mutamento della situazione politica europea dell'estate del 1939. Dopo tre mesi dalla progettazione fu avviata la costruzione del mock-up della cabina di pilotaggio e si terminò la stesura di una dettagliata documentazione tecnica relativa alla costruzione dell'aereo.
Per la fine di settembre 1939 la fabbrica fu in grado di terminare i disegni di progettazione delle ali e del castello motore. Si prevedeva che il primo prototipo potesse volare nell'estate del 1940. Purtroppo lo scoppio della guerra interruppe ogni ulteriore sviluppo. L'intera documentazione tecnica cadde nelle mani delle truppe sovietiche avanzanti, ma il progetto non destò alcun interesse nelle autorità dell'URSS. Secondo fonti sovietiche del dopoguerra sembra che nel settembre 1939 il velivolo avesse assunto la designazione di fabbrica PWS-46, ma nessuna fonte polacca lo ha mai confermato. Secondo lo storico aeronautico polacco Andrzej Glass tale designazione era stata riservata ad un successivo derivato, equipaggiato con un più potente propulsore radiale e capace di raggiungere una velocità massima di 560 km/h. Lo sviluppo del caccia PWS-42 aveva buone possibilità di successo, soprattutto dopo la prevista installazione del motore nazionale a cilindri in linea PZL "Foka" B, ma ciò sarebbe avvenuto solamente nel 1943.

### Pubblicazioni
- Gruszczyński J. ”Polskie lotnictwo myśliwskie 1936-1942”. Lotnictwo nr 9 i 11/2006